# Trichosmittia hikosana
Trichosmittia hikosana är en tvåvingeart som beskrevs av Yamamoto 1999. Trichosmittia hikosana ingår i släktet Trichosmittia och familjen fjädermyggor. Inga underarter finns listade i Catalogue of Life.